# Лопушинский, Андрей Иванович
Андрей Иванович Лопушинский (укр. Андрій Іванович Лопушинський; род. 8 октября 1974) — украинский футболист, играл на позиции полузащитника.

## Карьера
С 1992 по 1995 годы выступал за «Газовик» из Комарно. Далее выступал за киевский «ЦСКА». Летом 1997 года перебрался в воронежский «Факел», за который дебютировал 1 ноября того года в выездном матче 33-го тура против челнинского «КАМАЗ-Чаллы», выйдя на 78-й минуте на замену Вячеславу Чурикову. Далее играл за «Кривбасс» и львовское «Динамо». Завершил карьеру в клубе «Техно-Центр».